# Irene Paredes
Irene Paredes Hernández (Legazpi, 4 de julho de 1991) é uma jogadora de futebol espanhola, atua na posição de zagueira, e é considerada uma defensora habilidosa, uma das melhores da posição. Foi campeã da Copa do Mundo Feminina em 2023 com a seleção espanhola. Atualmente defende o Barcelona e a seleção espanhola, onde é uma das capitãs.

## Biografia

### Vida pessoal
Paredes nasceu em 4 de julho de 1991, na cidade de Legazpi,  na província espanhola de Guipúscoa, como Irene Paredes Hernández.
Entre 2016 e 2021, período em que atuava no Paris Saint-Germain, Paredes moravam com sua família na comuna francesaSaint-Germain-en-Laye. É casada com a ex-jogadora de hóquei Lucía Ybarra, com quem tem um filho, Mateo, nascido em 2021.

### Carreira
Iniciou sua carreira no futebol em 2007, jogando para um clube de Zarautz. Em 2008, assinou com o Real Sociedad, e em 2011 foi contratada pelo Athletic Bilbao, onde foi campeã na Primeira Divisão de 2016.
Ainda em 2011, foi convocada pela primeira vez para jogar na Seleção Espanhola, onde atualmente é capitã. Paredes completou 100 jogos pela seleção em 2023, em uma partida contra a Seleção Italiana, no estádio Pasarón. Com a seleção, Paredes já participou das Copas do Mundo de 2015, 2019 e 2023.
Em 2016, assinou com o Paris Saint-Germain, onde se tornou capitã no início de 2018, e foi campeã da Copa da França Feminina de 2018. Seu contrato com o clube finalizou em 8 de julho de 2021.
Assinou com o FC Barcelona em 2021, e desde então acumula títulos com o clube catalão.

## Títulos

### Athletic Bilbao
- Primeira Divisão - 2016.[4]

### Paris Saint-Germain
- Copa da França - 2018.[2]

- Primeira Divisão - 2021.[carece de fontes?]

### FC Barcelona
- Copa de la Reina - 2022.[carece de fontes?]
- Primeira Divisão - 2016, 2022 e 2023.[carece de fontes?]
- Supercopa da Espanha - 2022 e 2023.[carece de fontes?]
- Liga dos Campeões - 2023.[carece de fontes?]

### Seleção Espanhola de Futebol Feminino
- Algarve Cup - 2017.[5][6]
- Copa do Chipre - 2018.[5]
- Copa do Mundo - 2023.[5][7]

### Individual
- UEFA Women's Champions League Squad of the Season - 2021 e 2023.[8][9]
- UEFA Women's Champions League Defender of the Season - 2021.[10]
- Seleção do Ano da FIFA: 2024[11]